# Prince of Darkness (album d'Alice Cooper)
Pour les articles homonymes, voir Prince of Darkness.
Albums de Alice Cooper
Trash
(1989) Hey Stoopid
(1991)
Prince of Darkness est le deuxième album compilation d'Alice Cooper, après Greatest Hits par en 1974.

## Titres
Toutes les pistes ont été écrites et composées par Alice Cooper et Kane Roberts, sauf indication.
| No  | Titre                                                        | Album (Producteur)                         | Durée |
| --- | ------------------------------------------------------------ | ------------------------------------------ | ----- |
| 1.  | Prince of Darkness                                           | Raise Your Fist and Yell (Michael Wagener) | 5:09  |
| 2.  | Roses On White Laces                                         | Raise Your Fist and Yell (Michael Wagener) | 4:29  |
| 3.  | Teenage Frankenstein                                         | Constrictor (Beau Hill)                    | 3:39  |
| 4.  | He's Back (The Man Behind the Mask) (Cooper, Roberts, Kelly) | Constrictor (Michael Wagener)              | 3:49  |
| 5.  | Billion Dollar Babies (live 1976 - Cooper, Bruce, R.Reggie)  | Billion Dollar Babies (Erik Scott)         | 3:19  |
| 6.  | Lock Me Up                                                   | Raise Your Fist and Yell (Michael Wagener) | 3:25  |
| 7.  | Simple Disobedience                                          | Constrictor (Beau Hill)                    | 3:29  |
| 8.  | Thrill My Gorilla                                            | Constrictor (Beau Hill)                    | 2:57  |
| 9.  | Life and Death of The Party                                  | Constrictor (Beau Hill)                    | 3:42  |
| 10. | Freedom                                                      | Raise Your Fist and Yell (Michael Wagener) | 4:08  |